# Alfred Gray (Mathematiker)

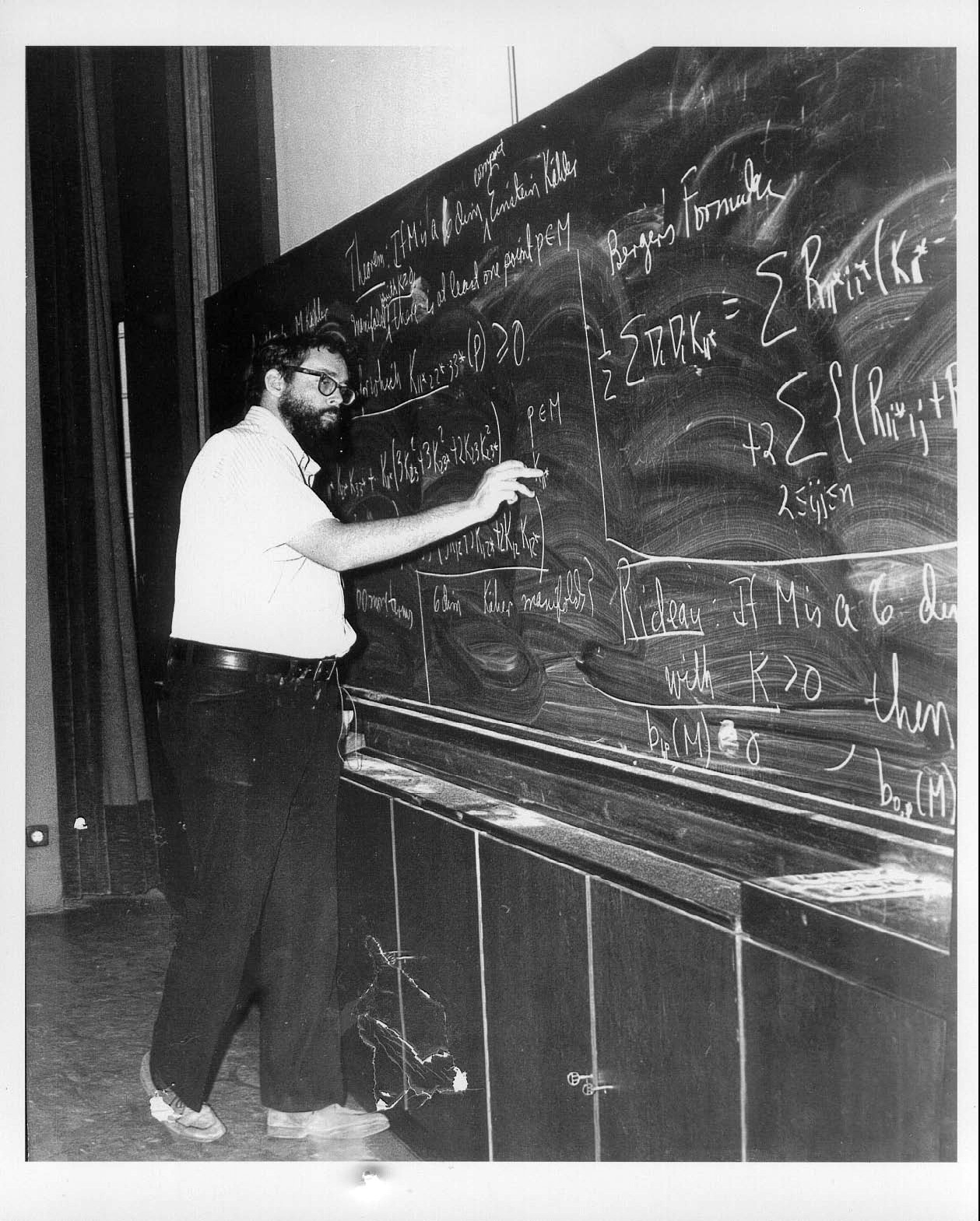
Alfred Gray

Alfred Gray (* 22. Oktober 1939 in Dallas, Texas; † 27. Oktober 1998 in Bilbao, Spanien) war ein US-amerikanischer Mathematiker, der sich mit Differentialgeometrie befasste.

## Leben
Gray studierte Mathematik an der University of Kansas und wurde 1964 an der University of California, Berkeley bei Leo Sario (und Barrett O’Neill) promoviert (Dissertation: Minimal varieties and Kähler submanifolds). Er heiratete die Mathematikerin Mary W. Gray, die er während des Studiums an der University of Kansas kennengelernt hatte und die 1968 an die American University in Washington, D.C. berufen wurde. Als Post-Doktorand war er vier Jahre an der University of California, Berkeley. Ab 1970 war er bis zu seinem Tod Professor an der University of Maryland, College Park. Er starb an einem Herzanfall während der Arbeit mit Studenten in Bilbao.
Gray befasste sich unter anderem mit der Klassifikation von geometrischen Strukturen wie Kählermannigfaltigkeiten und fast-Hermiteschen Mannigfaltigkeiten; dabei führte er den Begriff der Fast-Kähler-Mannigfaltigkeit (Nearly Kähler Manifold) ein. Außerdem befasste er sich mit der Berechnung von Volumina von Bällen und Tuben (in Erweiterung der Theorie von Hermann Weyl), worüber er ein Buch veröffentlichte, mit Krümmungsidentitäten und topologischen Obstruktionen zur Existenz geometrischer Strukturen, zum Beispiel für komplexe Strukturen auf kompakten Mannigfaltigkeiten.
Er war ein Pionier in der Verwendung der Computergraphik in der Lehre der Differentialgeometrie und veröffentlichte Bücher über die Lehre von Differentialgeometrie und Differentialgleichungen mit Computerunterstützung (Mathematica).

## Schriften
- Tubes, Addison-Wesley 1990, 2. Auflage Birkhäuser 2004
- mit Elsa Abbena, Simon Salamon Modern differential geometry of curves and surfaces with Mathematica, 3. Auflage, Studies in Advanced Mathematics, Chapman and Hall, Boca Raton 2006 (zuerst 1993)
- mit Michael Mezzino, Mark A. Pinsky Introduction to ordinary differential equations with Mathematica: an integrated multimedia approach, Springer Verlag 1997
- Differentialgeometrie: klassische Theorie in moderner Darstellung, Spektrum Akademischer Verlag 1994 (Bearbeiter Hubert Gollek)
- Anhang über die Benutzung von Mathematica in Mark Pinsky Partial differential equations and boundary-value problems with applications, McGraw Hill 1991